# Shantou
Shantou is een stadsprefectuur in het zuidoosten van China aan de Zuid-Chinese Zee en ligt in het oosten van Guangdong, Volksrepubliek China. Het is een handels- en industrieel centrum met een haven en veel scheepswerven. Er zijn ongeveer 3,35 miljoen mensen die Shantou als jiaxiang hebben. Het belangrijkste omgangsdialect is het plaatselijke Chaozhou, andere omgangstalen die bijna elke Shantounees spreekt zijn: Mandarijn en Kantonees. 
Shantou telt 5,5 miljoen inwoners (volkstelling 2020). Met de aan elkaar gegroeide steden Chaozhou en Jieyang vormt het de metropool "Chaoshan" met 11,6 miljoen inwoners.

## Districten
Shantou is een stadsagglomeratie die uit 7 districten bestaat :
- Chenghai (澄海區)
- Longhu (龍湖區)
- Jinping (金平區)
- Haojiang (濠江區)
- Chaoyang (潮陽區)
- Chaonan (潮南區)
- Nan'ao-eiland (南澳縣)

## Economie
Toen Shantou na de Tweede Opiumoorlog voor buitenlandse handel werd opengesteld, was het nog een relatief onbeduidend vissersdorp. In 1979 werd het een speciaal economisch district, waardoor nieuwe buitenlandse investeringen en handel in de stad werden bevorderd. De stad heeft een mengeling van de lichte en zware industrieën, voornamelijk in de scheepsbouw en voedselverwerking. Daarnaast is de visserij een belangrijke economische sector gebleven.

## Cultuur
In deze stadsprefectuur wordt het dialect Chaozhouhua gesproken. De meesten verstaan en spreken ook Standaardkantonees. Op alle scholen wordt les gegeven in het Standaardmandarijn. Li Ka-Shing heeft hier de Universiteit van Shantou laten bouwen. Deze wordt elk jaar met 30% gefinancierd door het provinciebestuur van Guangdong en 70% door Li Ka-Shing.

## Galerij

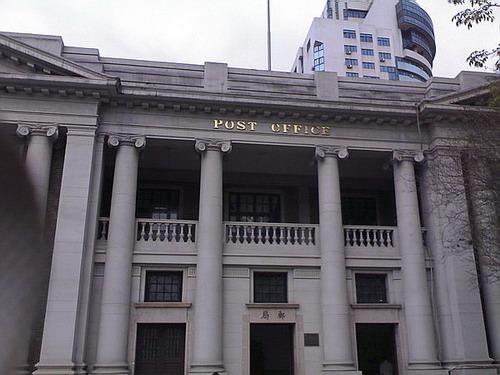
Postkantoor van Shantou, gebouwd tijdens Republiek China
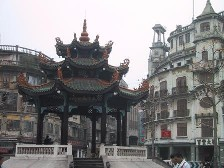
Traditioneel Shantou